# Fourchon
Le Fourchon ou l'Arbonnoise est à Lille l'un des trois bras de la Deûle avec le Bucquet et la Haute-Deûle, ancienne voie d’eau non navigable d’une longueur d’environ 3 km au sud de Lille, aujourd'hui asséché. Le Fourchon était le principal bras de la Deûle en amont de Lille au Moyen Âge avant les travaux de canalisation. Sa partie aval entre l’actuelle place du Maréchal Leclerc et son entrée dans la ville a perdu son importance à la suite des travaux de Vauban en 1670. Ses derniers vestiges dans le quartier des Bois blancs ont disparu au début des années 1950.

## Situation

### Le Fourchon

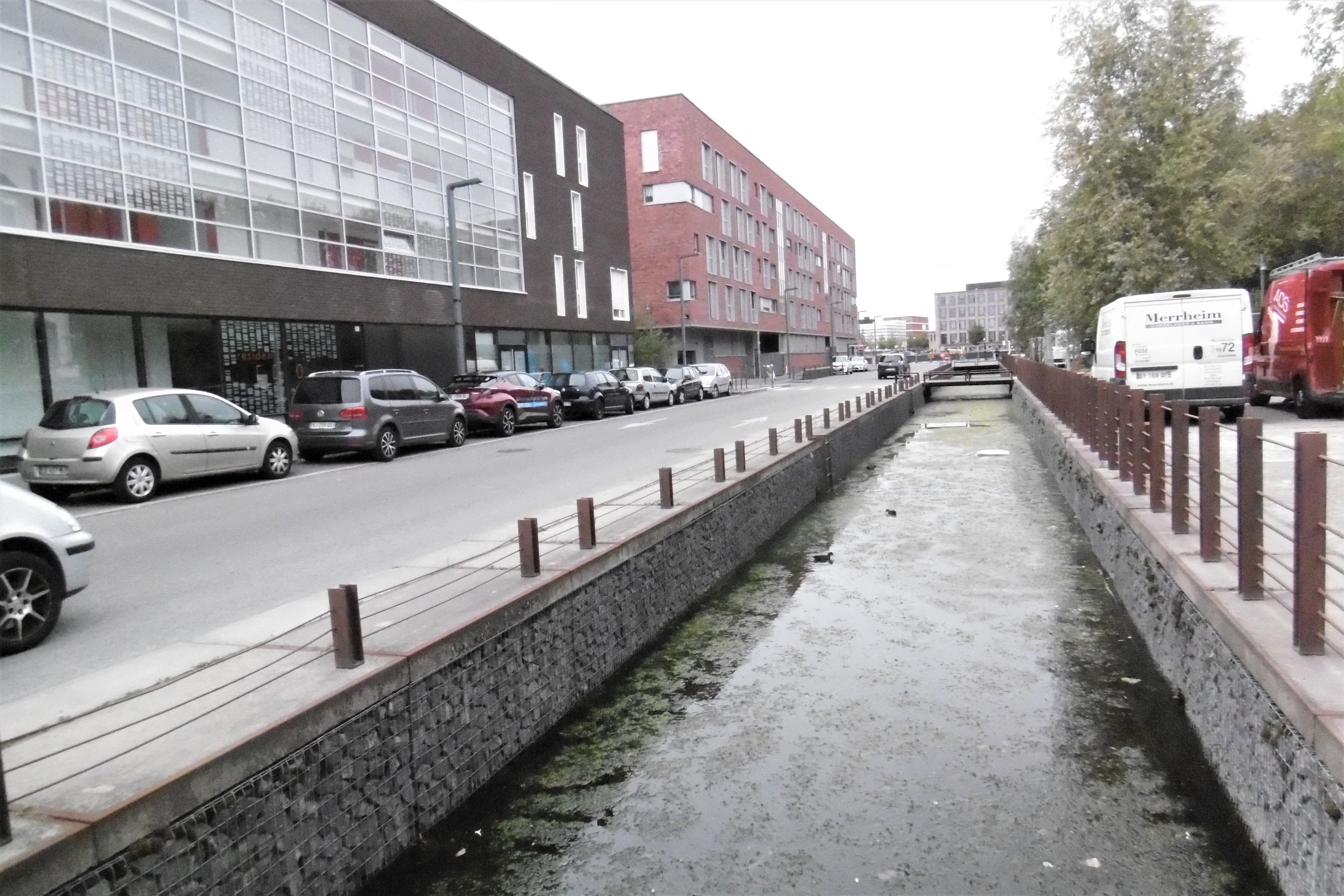
Rue du Pont à Fourchon

L’origine du Fourchon sur la rive gauche du canal de la Haute Deûle, était située au lieu-dit « la Planche à Quesnoy » dans le quartier des Bois-Blancs. Ce confluent entre les deux bras de la Deûle était situé à l'emplacement du quai de l'Ouest au bord de l'actuelle gare d'eau. La rue du Pont à Fourchon ouverte en 2011 à proximité de cet ancien lieu-dit évoque cette voie d'eau disparue par le plan d'eau au milieu de cette rue.
Après un cours sinueux dans ce quartier, le Fourchon traversait les fortifications construites dans les années 1860 à la suite de l’agrandissement de Lille de 1858 par un pont canal sur la cunette (rigole entourant l’enceinte) et pénétrait dans le rempart par une porte d’eau située boulevard de la Moselle environ 300 mètres au sud de la porte de Canteleu (place Leroux de Fauquemont).
Ce tronçon d’une longueur de 1000 mètres, d’une largeur de 3 à 10 mètres, était environné de multiples bras d’eau, la plupart comblés dans la première moitié du XXe siècle. Le creusement du port de Lille au début des années 1950 et l’urbanisation du sud du quartier des Bois blancs au cours des années suivantes ont bouleversé l’environnement de ce secteur.

### L’Arbonnoise
La voie d’eau se divisait à l’intérieur de l’enceinte de 1860 en bras multiples, milieu aquatique qui s’étendait au sud-ouest du village d’Esquermes sur la plus grande partie du territoire compris entre le boulevard de la Moselle, la rue d’Isly et la rue de Canteleu. Cette partie du cours d’eau était connue sous le nom d’Arbonnoise.

### Le ruisseau de Wazemmes
À partir du confluent avec le canal des stations (près de l’actuelle place de l’Arbonnoise), le Fourchon parfois appelé ruisseau de Wazemmes longeait l’actuelle place du Général Leclerc jusqu’au confluent avec le canal Vauban puis s’écoulait entre les actuels boulevard Vauban et rue Nationale, traversait, aux environs de l’actuel Palais Rameau, la digue d'inondation de Lille  établie par Vauban en 1670, détruite dans les années 1860, et rejoignait la Haute Deûle au sud de l’actuel jardin Vauban.

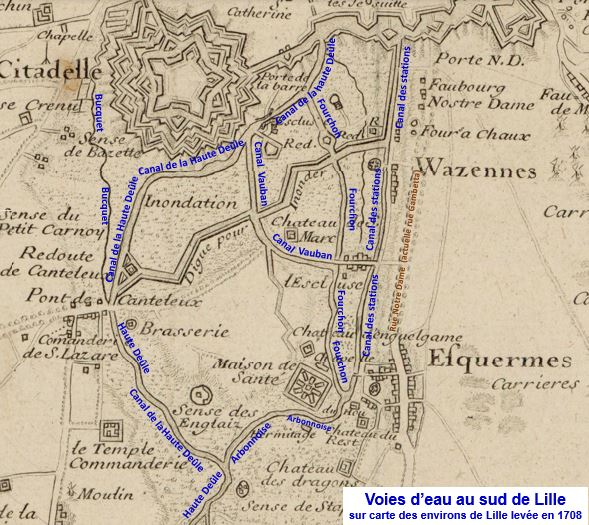
Voies d’eau au sud de Lille en 1708
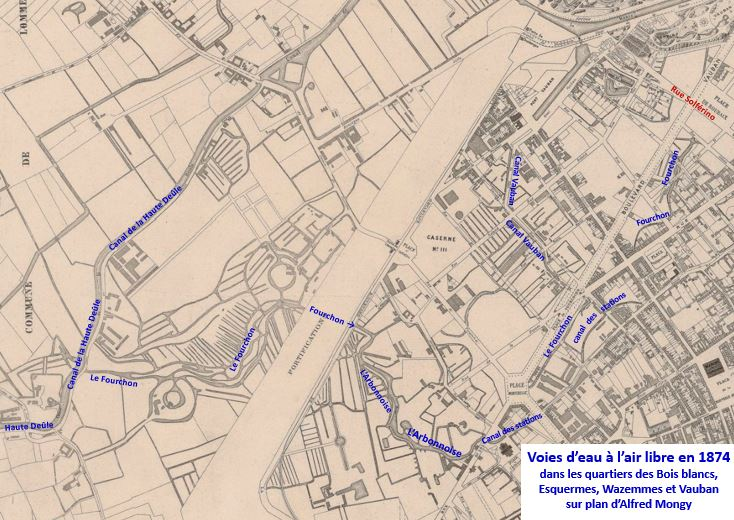
Voies d’eau au sud de Lille en 1874

## Histoire

### Moyen Âge
Le Fourchon est le cours originel principal de la Deûle dans la partie sud (amont) de Lille (Esquermes, Wazemmes). Le Fourchon se séparait d'une autre branche, la Haute Deûle canalisée au XIIIe siècle, au lieu-dit «la Planche à Quesnoy», correspondant à l'extrémité sud-ouest de l'actuel quartier des Bois-Blancs près de la gare d'eau du Port de Lille. Sans correspondre précisément au tracé de l'actuel canal, modifié à plusieurs reprises, le cours de la Haute Deûle était situé au nord-ouest du Fourchon, de ce confluent jusqu'au sud de l'emplacement de l'actuel Palais Rihour. En aval, la Deûle se divisait, avant la canalisation des voies d’eau primitives à partir du XIIe siècle dans le centre ancien de la ville, en 2 bras autour de l’île Rihout (actuel palais Rihour), peut-être un troisième qui serait passé approximativement à l’emplacement des actuelles rues Basse et des Chats-Bossus, se rejoignant en un cours unique, la Basse Deûle (actuelle avenue du Peuple belge). 
À cette époque, le Fourchon était une rivière relativement abondante et vive car son cours n'était pas ralenti par les canaux creusés à partir du Moyen Âge. De plus, elle atteignait la Basse Deûle par une dénivellation de 4 mètres dans le centre de Lille.
Le Fourchon fut vendu à la Ville de Lille en 1211 avec la Haute Deûle par Jehan, châtelain de Lille, pour la somme de quinze cents livres d'Artois et resta la propriété de la ville depuis cette date.
Le Fourchon alimentait un moulin à la fontaine del Saulx dont la mémoire est conservée par le nom d’une rue.
Le marécage qui s’étendait autour de sa partie amont (actuel quartier des Bois blancs) fut assaini par le creusement de fossés en 1147 par les moines de l’abbaye de Loos pour la mise en culture de ce territoire.
Le Fourchon fut  partiellement tari par la canalisation de la Haute-Deûle de 1271 à 1281.

### DuXVIesiècleaux années 1860
L’asséchement de son cours en aval d’Esquermes s'accentua par la création du canal des Stations en 1586 et surtout par celle du canal Vauban creusé en 1669 qui ne lui restitua qu’une faible partie de son eau par un siphon à l‘emplacement du nord de l’actuelle place du Maréchal Leclerc, ce qui entraina l’arrêt du moulin de la fontaine del Saulx par manque de débit. La rivière reste entièrement à l'air libre à l'extérieur des fortifications de Lille de Vauban de 1670 jusqu'à leur démantèlement sous le Second Empire.

### Couverture par étapes de 1860 à 1950
Dans la partie aval proche du centre de Lille, le Fourchon fut recouvert dans les années 1860 au nord de la rue Solférino au cours des travaux préparatoires à l’urbanisation de l’ancienne zone fortifiée (rempart et territoire inondable entre la digue et la ville à l'intérieur de l'ancienne enceinte) à la suite de l’agrandissement de la ville de 1858.
Le tronçon entre la rue Colson et la rue Solférino fut couvert en 1880 lors de la construction du collège Saint-Joseph. Les derniers tronçons restés à l’air libre entre la rue Nationale et le boulevard Vauban ne furent recouverts ou remblayés que dans les années précédant la Première guerre mondiale.

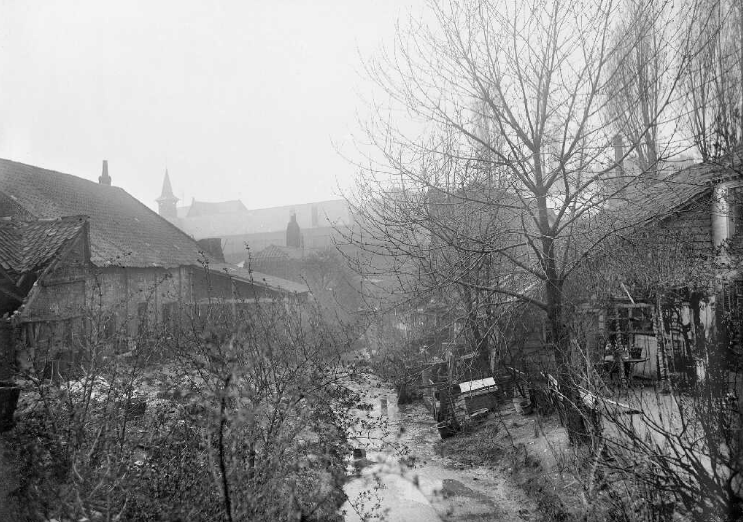
Le Fourchon entre la rue Colbert et la rue du Port vers 1902-1907
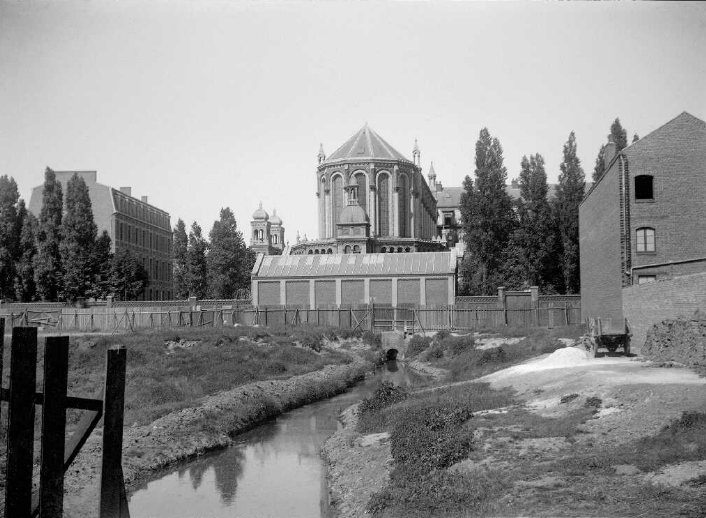
Le Fourchon vers la rue Colson derrière le collège Saint-Joseph vers 1902-1907.

À Esquermes, au sud de la rue de Canteleu, à l'intérieur des fortifications des années 1860, les multiples voies d’eau de l’Arbonnoise restèrent un espace naturel, lieu de promenade des lillois à la fin du XIXe siècle, comprenant un zoo et jardin d'acclimatation aménagé sur l'ancienne propriété du maire de Lille Bigo-Danel «La Belle promenade ». Les rues Camille Desmoulins, Vergniaud, Boissy d'Anglas et Bonte-Pollet furent tracées sur le terrain de ce parc fermé en 1895.

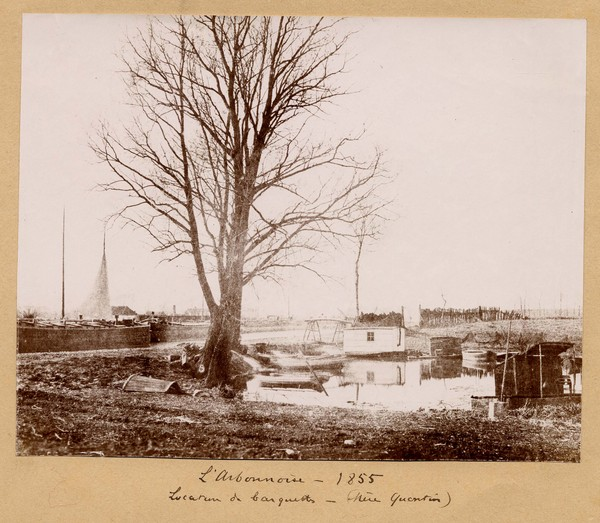
Arbonnoise à Esquermes en 1855
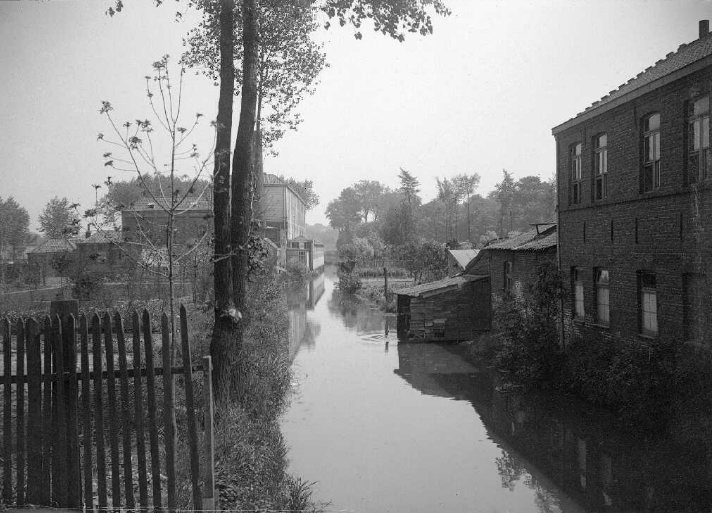
Arbonnoise à Esquermes à la fin du XIXe siècle
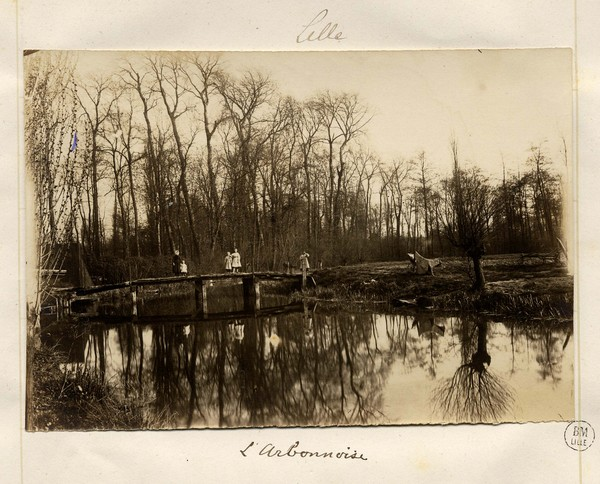
Arbonnoise à Esquermes vers 1900
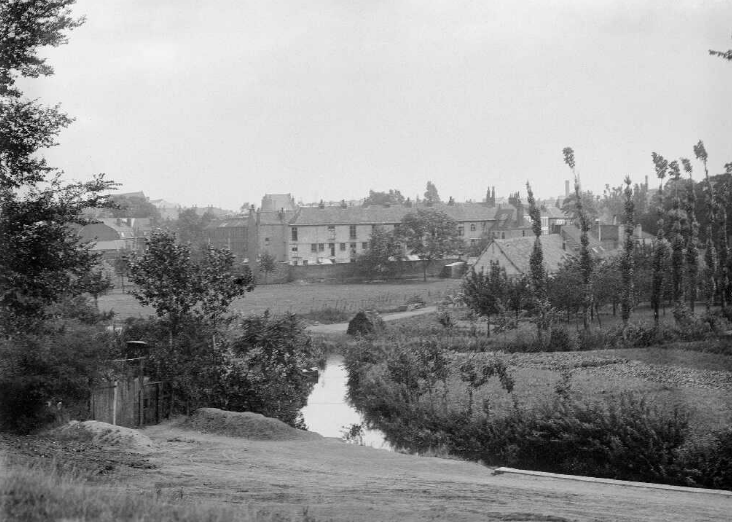
Cours de l'Arbonnoise à Esquermes vers 1902-1907

Ce territoire aquatique ne fut asséché, pour l’essentiel, qu'au cours de l’entre-deux-guerres. La rue de la Bassée fut prolongée de la rue de Canteleu au boulevard de la Moselle. Un égout construit en 1934 rue de la Bassée assécha les terrains entre cette rue et la rue d’Isly qui furent vendus par la ville aux propriétaires riverains.
La partie amont de l’Arbonnoise dans le quartier des Bois blancs entre le confluent avec le canal de la Haute Deûle et les anciennes fortifications de 1860 démantelées dans les années 1920, ne fut remblayée qu’au début des années 1950 lors du creusement des bassins du port de Lille.